# Bulbine bachmannii
Bulbine bachmannii är en grästrädsväxtart som beskrevs av John Gilbert Baker. Bulbine bachmannii ingår i släktet bulbiner, och familjen grästrädsväxter. Inga underarter finns listade i Catalogue of Life.